# Mont Hiei
Pour les articles homonymes, voir Hiei (homonymie).
Le mont Hiei (比叡山, Hiei-zan) est une montagne située en partie dans l'Est de la ville de Kyoto, aux frontières entre les préfectures de Kyoto et de Shiga, sur l'île de Honshū, au Japon.

## Géographie

### Situation
Le mont Hiei est une montagne de l'île de Honshū, au Japon, située à cheval sur la limite ouest de la ville d'Ōtsu (préfecture de Shiga) et la limite est de Kyoto (arrondissement de Sakyō), capitale de la préfecture de Kyoto.

### Topographie
Le sommet du mont Hiei est constitué de deux pics : les monts Daihie (848 m) et Shimei (839 m).

## Histoire
Le mont est célèbre pour ses temples, Enryaku-ji, et le Mii-dera, premiers avant-postes du Bouddhisme Tendai. L'Enryaku-ji a été fondé au sommet du Mont Hiei par Saichō en 788. Le complexe de temples a été rasé par Nobunaga Oda en 1571 pour contrer la montée en puissance des moines guerriers (Sōhei) qui protégeaient les temples, mais a été reconstruit par la suite. Il reste aujourd'hui le principal temple du bouddhisme Tendai. Le Mii-dera, lui, se trouve au pied du mont, et a été fondé par l'empereur Temmu en 672.
En 1336, le mont est le site d'une bataille à laquelle prend part Kō no Morofuyu.
Le mont a donné son nom à un croiseur japonais qui a été coulé pendant la bataille de Guadalcanal en 1942.